# Yon Etxaide
Yon Etxaide Itharte o Jon Etxaide Itharte (Donostia, Guipúscoa, 1920- Donostia, 1998) va ser un escriptor en èuscar.
El seu pare, Ignacio Maria Etxaide, va ser el president d'Euskaltzaindia de 1952 a 1962.
Delineant de professió. Va ser empresonat durant 6 mesos per portar a sobre exemplars de la revista Gernika. En la postguerra ensenyava euskara gratuïtament en la clandestinitat. La seva obra de teatre Amayur està basada en les lluites a favor de la independència de Navarra en temps de Ferran el Catòlic i Carles V. El 1956 va ser nomenat membre corresponent d'Euskaltzaindia i el 1991 membre d'honor. El 1959 traduí el llibre Les inquietuds de Shanti Andia de Pio Baroja.

### Teatre
- "Amayur" 1951, Euzko Gogoa
- "Begia begi truk" 1962, Egan
- "Markes baten alaba (Hirugarren iraztaldi hobetua)" 1982, GAK

### Narrativa
- "Alos-torrea. Elezar berritua" 1950, Itxaropena
- "Purra-Purra (Irrita par egiñarazteko ipui saila)" 1953, Itxaropena
- "Pernando Plaentxiatarra (Plaentxia-Eibarren bildutako ipuisorta)" 1957, Itxaropena

### Novel·les
- "Joanak joan" 1955, Itxaropena
- "Gorrotoa Lege" 1964, Itxaropena

### Traducció
- "Itxasoa laño dago...
- Xanti andia itxas-gizonaren bizitza ta kezkak" 1959